# Anastrepha daciformis
Anastrepha daciformis
 es una especie de insecto díptero que Mario Bezzi describió científicamente por primera vez en el año 1909.
Esta especie pertenece al género Anastrepha de la familia Tephritidae.